# Limax millipunctatus
Limax millipunctatus is een slakkensoort uit de familie van de Limacidae. De wetenschappelijke naam van de soort is voor het eerst geldig gepubliceerd in 1884 door Pini.